# فابيو مارينيو
فابيو مارينيو هو لاعب كرة قدم برازيلي في مركز الدفاع، ولد في 25 مارس 1983. لعب مع نادي كوريتيبا.